# Hydrozoa
Hydrozoa је класа жарњака код којих се јављају оба морфолошка облика, полипи и медузе. Сматрају се најпримитивнијом класом међу жарњацима. Осим присутности оба морфолошка облика у овој класи се могу јавити и представници који имају само полипоидни (врсте реда Hydroidea) или медузоидни облик (ред Trachylina).

## Полипоидни облик
Полипи најчешће образују колоније на којима се разликују јединке специјализоване за обављање одређених функција:
- хидранти исхрањују целу колонију
- јединке за одбрану и заштиту
- гонангије, које учествују у размножавању тако што се унутар њих пупљењем образују младе медузе.

Хидранти су у облику пехара на чијем се дисталном крају налази усни отвор окружен венцем пипака (tentaculae). Од усног отвора наставља се гастро-васкуларна дупља. Дупље свих чланова колоније повезане су међусобно преко ендодермских канала. Сваки хидрант покривен је омотачем названим хидротека (hydrothaeca).
Гонангије су покривене омотачем, гонотеком (gonothaeca), а на њиховом дисталном делу се налази поклопац (operculum). У њиховој унутрашњости налази се дршка, blastostyl, на којој се пупљењем образују младе медузе. Полипи се, дакле, размножавају бесполно, пупљењем.
Код неких врста долази до потпуне редукције полипоидног облика.

## Медузоидни облик
Медузе имају облик звона на коме се разликују:
- , спољашња испупчена страна
- , унутрашња удубљена страна.

Са обода звона виси танка, мишићна мембрана названа велум. Велум је својствен само хидромедузама, док га сцифомедузе немају.
Из средине удубљене стране полази цевасто усно стабаоце (manubrium) на чијем се крају налази усни отвор. Усно стабаоце се продужава у гастроваскуларну дупљу која се састоји од:
- проширеног централног дела, желуца;
- радијалних канала који се пружају од желуца ка ободу звона и има их 4 или 4n;
- кружног канала који се пружа ободом звона и повезује радијалне канале.

Медузе су одвојених полова. Полне ћелије се избацују у воду где се врши и оплођење и комплетно развиће.
Код врста које имају смену полипоидне и медузоидне генерације из оплођене јајне ћелије развија се ларва планула из које се образује колонија полипа, а на њој у гонангијама младе медузе.
Код неких врста долази до редукције медузоидног облика тако што се образују медузоиди који остају на колонији и грађа им се упрошћава. Редукција може да оде још даље тако да се од медуза образују органи гонофоре, које представљају мешкове испуњене полним ћелијама.

## Класификација
Класа Hydrozoa обухвата неколико редова:
ред Hydroida:
подред Athecata (Gymnoblastea)
подред Thecata
ред Trachylina:
подред Trachymedusae
подред Narcomedusae
ред Siphonophora
ред Hydrocorallina
ред Chondrophora
ред Pteromedusae